# چیانچه
چیانچه (به ایتالیایی: Chianche) یک منطقهٔ مسکونی در ایتالیا است که در استان آولینو واقع شده‌است.

## خصوصیات
چیانچه ۶٫۸۱ کیلومترمربع مساحت و ۵۹۶ نفر جمعیت دارد و ۳۵۶ متر بالاتر از سطح دریا واقع شده‌است.